# Ionizující záření

Mezinárodní výstražný symbol, označující zdroj ionizujícího záření.

Nový doplňkový výstražný symbol ionizujícího záření schválený dne 15. února 2007 Mezinárodní agenturou pro atomovou energii (IAEA) a Mezinárodní organizací pro normalizaci (ISO). Klasický žluto-černý symbol radioaktivity nahrazuje jen v určitých případech.

Ionizující záření je souhrnné označení pro záření, jehož kvanta mají energii postačující k ionizaci atomů nebo molekul ozářené látky. Ionizující záření vzniká při radioaktivním rozpadu, vlivem kosmického záření nebo jej lze vytvořit uměle. Působení ionizujícího záření poškozuje organickou tkáň a může způsobit mutace, rakovinu, nemoc z ozáření i smrt. Využití ionizujícího záření je ve více lidských oborech, například v lékařství nebo výzkumu. K měření ionizujícího záření se využívají dozimetry.

## Charakteristika
Pro neutronové záření a záření beta je kvantifikace obtížnější, neboť i velmi pomalé částice (v případě neutronů) vstupují do jader a vyvolávají sekundární ionizaci prostřednictvím jaderných reakcí. Obdobný případ nastává v případě pozitronů, anihilujících s elektrony za vzniku velmi tvrdého záření γ.
S ohledem na charakter ionizačního procesu je možno ionizující záření rozdělit na přímo ionizující a nepřímo ionizující. Přímo ionizující záření je tvořeno nabitými částicemi (protony, elektrony, pozitrony atp.), které mají dostatečnou kinetickou energii k tomu, aby mohly vyvolat ionizaci.
Nepřímo ionizující záření zahrnuje nenabité částice (neutrony, fotony atp.), které prostředí samy neionizují, ale při interakci s prostředím uvolňují sekundární přímo ionizující částice. Ionizace prostředí je zde tedy způsobena těmito sekundárními částicemi.
Vznik ionizujícího záření souvisí se strukturou atomů a jejich jader.
Za energetickou hranici ionizujícího záření se obvykle považuje energie 12 eV (tj. vlnová délka 100 nm) pro α, β a γ záření.
Jednou z veličin charakterizujících ionizující záření je lineární přenos energie.

## Druhy ionizujícího záření

Záření alfa (α), rychle se pohybující jádra atomu izotopu helia-4 (^{4}He) zastaví i list papíru. Záření beta (β), elektrony (β^{−}) nebo pozitrony (β^{+}), zastaví až například hliníková deska. Záření gama (γ), energetické fotony, pohltí až jedině hustý materiál. Neutronové záření (n), volné neutrony, zastaví lehké prvky, jako je vodík, který je zpomaluje a/nebo zachycuje.

- Záření alfa (α) – samovolné odštěpení stabilních α-částic, tj. jader helia
- Záření beta (β) – záření urychlených elektronů nebo pozitronů, probíhá u jader s nadbytkem neutronů a dochází zde k tomu, že vzniklý neutron zůstává v jádře a elektron částice beta jádro opustí
- Záření gama (γ) – energetické fotony, tj. druh elektromagnetického záření
- Rentgenové záření (X) – elektromagnetické záření, které se částečně kryje se zářením gama
- Neutronové záření (n) – proud volných neutronů
- Kosmické záření – energeticky nabitá jádra, jako jsou protony, jádra helia a vysoce nabitá jádra těžších prvků (anglicky HZE ions).[3]

Záření se dělí na přímo ionizující, které tvoří proud elektricky nabitých částic (alfa, beta), a nepřímo ionizující, kde neutrální částice interaguje a k ionizaci dochází druhotně z výsledku této interakce, například elektrony uvolněnými při fotoelektrickém jevu.
Dále lze ionizační záření dělit na elektromagnetické záření, které tvoří proud nehmotných fotonů, a záření tvořící proud hmotných částic, jakými jsou jádra helia, elektrony, pozitrony a neutrony.

## Zdroje ionizujícího záření

### Přírodní zdroje
- kosmické záření
- sluneční záření
- přírodní radioizotopy

### Umělé zdroje

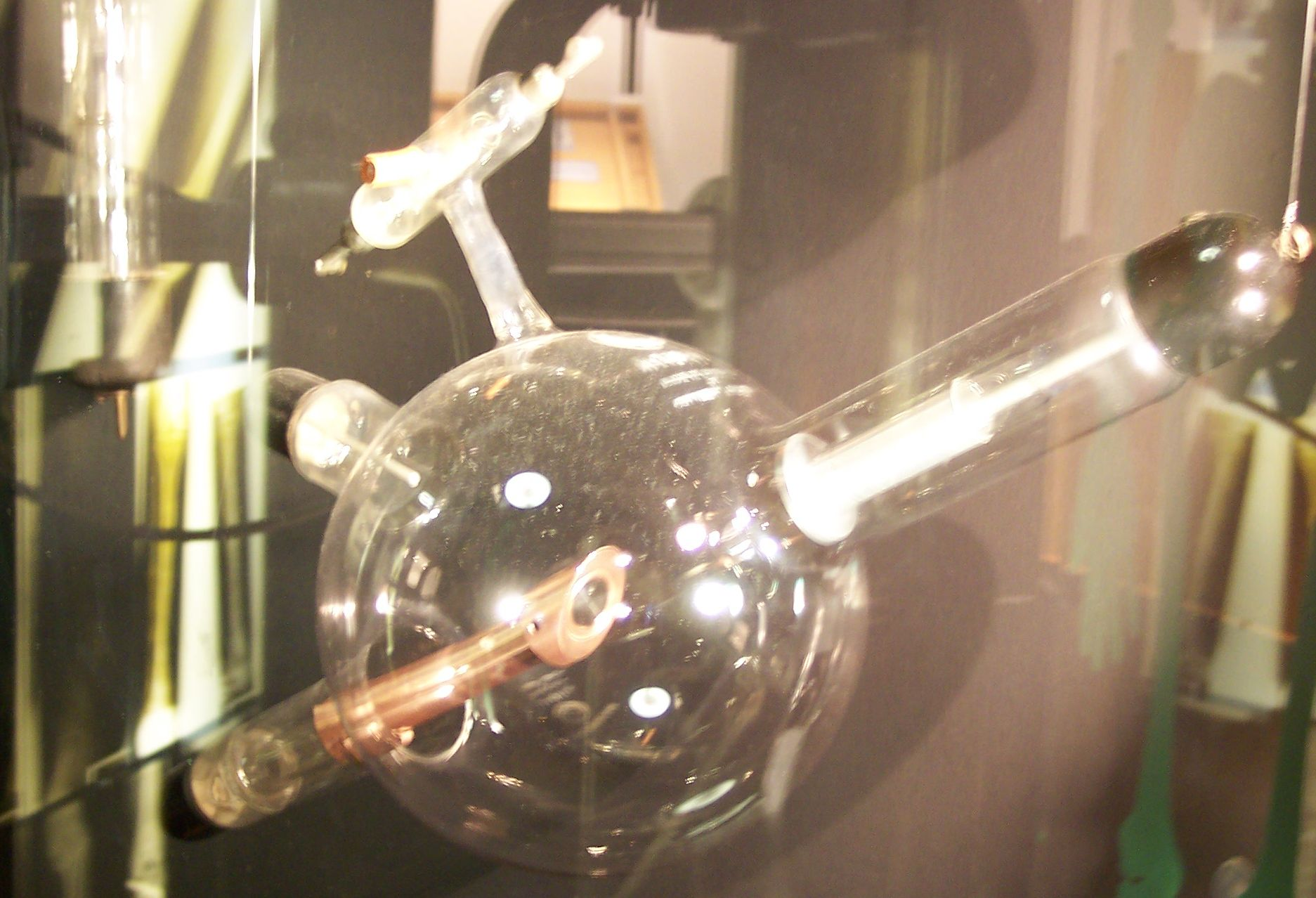
Rentgenka.

- Urychlovače částic – Cyklotron, Synchrotron, případně lineární urychlovače mezi něž patří i rentgenky (Rentgen, CT, mamograf) a CRT obrazovky
- Jaderné zbraně
- Jaderný reaktor
- Uměle vytvořené nestabilní chemické prvky (neptunium, plutonium, americium, kalifornium atp.)
- Zařízení pro scintilační a stopovací diagnostické metody
- Terapeutická zařízení – cesiové a kobaltové gama ozařovače, Leksellův gama-nůž
- Radiofarmaka a tracery

## Účinky na živé organismy
Ionizující záření, ve formě jak dlouhodobého slabého, tak i krátkodobého intenzivního ozáření, má negativní účinky na člověka a ostatní živé organismy. Působí-li na biologický materiál, dochází k absorpci ionizujících částic nebo vlnění atomy daného materiálu. To způsobuje vyrážení elektronů z jejich orbitalů a tvorbu kladně nabitých iontů (kationtů). Ionizované části molekul se stávají vysoce reaktivními a vedou k řadě chemických reakcí, které buňku buď rovnou usmrtí, nebo vedou ke změnám genetické informace (reakce radikálů s DNA způsobuje porušení fosfodiesterových vazeb a tím zpřetrhání jejího řetězce).

## Detekce a měření
Detektory ionizujícího záření se dělí podle nesené informace na detektory počtu částic (nespektrometrické detektory, určují pouze počet částic, nezjistí energii ionizačního záření) a na detektory spektrometrické (zjistí počet částic i jejich energii). Příkladem spektrometrického detektoru jsou scintilační detektory.
K měření jeho účinků se používají tyto jednotky:
- Sievert
- Gray
- Rem
- Bequerel